# Fury at Furnace Creek
Fury at Furnace Creek (br A Voz da Honra) é um filme estadunidense de faroeste, lançado em 1948 e dirigido por H. Bruce Humberstone

## Elenco
- Victor Mature...Cash Blackwell / Tex Cameron
- Coleen Gray...Molly Baxter
- Glenn Langan...Rufe Blackwell / Sam Gilmore
- Reginald Gardiner...Capitão Walsh
- Albert Dekker...Leverett
- Fred Clark...Bird
- Charles Kemper...Peaceful Jones
- Robert Warwick...Gen. Fletcher Blackwell
- George Cleveland...Juiz
- Roy Roberts...Al Shanks
- Willard Robertson...Gen. Leads
- Griff Barnett...Appleby

## Sinopse
Em 1880, as terras das Montanhas Furnace passam a ser objeto de disputa entre brancos e índios quando é descoberta prata na área. A cavalaria é chamada para dominar a situação mas os apaches emboscam um forte e massacram vários soldados. Em razão disso, os índios são expulsos e o empresário Leverett começa a extrair a prata. O general Blackwell é acusado de deixar o forte desguarnecido para favorecer Leverett mas morre ao ser jugado. Seu filho pistoleiro e jogador, Cash, não foi ao tribunal por estar preso. Quando é inocentado, descobre sobre as acusações ao pai e, sem acreditar, vai atrás do Capitão Walsh, oficial que testemunhou ter recebido as ordens do general para desguarnecer o forte. Cash descobre que o capitão saiu do exército e agora é um bêbado na cidade de Furnace Creek, fundada logo após a expulsão dos índios. Cash chega à cidade usando o nome de Tex Cameron e salva Walsh de ser morto e logo a seguir tenta convencê-lo a confessar, sem revelar quem é. Mas antes que Cash consiga seu intento, seu irmão de quem se desentendera, Rufe, aparece também atrás de Walsh, usando igualmente um nome falso. E passa a correr perigo quando sua identidade é descoberta.